# 阿伦维莱尔
阿伦维莱尔（法語：Allenwiller，法語發音：[alənvilɛʁ] ⓘ）是法国下莱茵省的一个旧市镇，属于萨韦尔讷区。

## 地理
阿伦维莱尔（48°39'18"N, 7°22'32"E）面积5.96 平方千米，位于法国大東部大區下莱茵省，该省份为法国大陆部分最东部的省份，是阿尔萨斯的一部分，今与上莱茵省组成了阿尔萨斯欧洲集体，其南至上莱茵省，西南接孚日省和默尔特-摩泽尔省，西接摩泽尔省，北与德国接壤，东侧沿莱茵河与德国相望。
与阿伦维莱尔接壤的市镇（或旧市镇、城区）包括：萨伦塔勒、辛格里斯特。
阿伦维莱尔的时区为UTC+01:00、UTC+02:00（夏令时）。

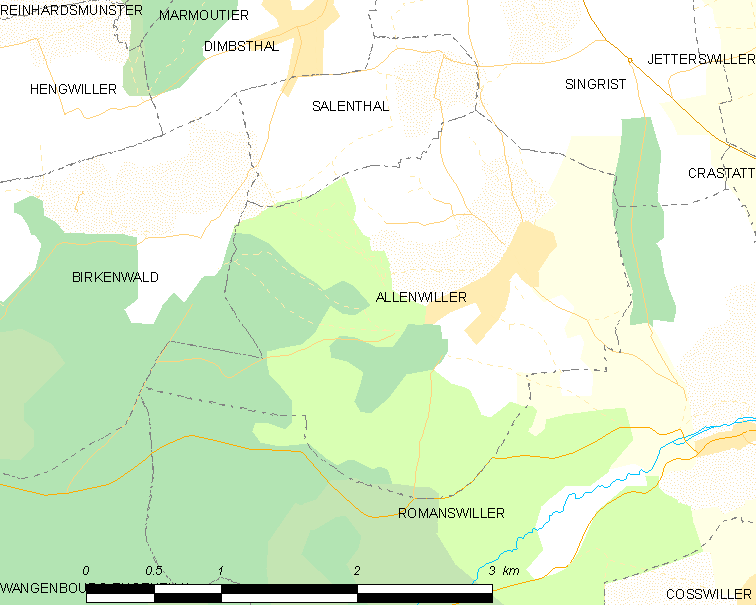
阿伦维莱尔的OSM定位图

## 行政
阿伦维莱尔的邮政编码为67310、67440，INSEE市镇编码为67004。

## 政治
阿伦维莱尔所属的省级选区为萨韦尔讷县。

## 人口

1962-2008年间阿伦维莱尔人口变化图示

阿伦维莱尔于2018年1月1日时的人口数量为541人。